# NTV (Rússia)
A NTV (em cirílico: НТВ) é uma emissora de televisão sediada na Rússia, fundada em 1993 como uma subsidiária da empresa de Vladimir Gusinsky, Media-Most.  A emissora foi uma das pioneiras nos meios independentes de televisão na era pós-soviética, mas foi posteriormente adquirida pela estatal Gazprom, gerando inúmeras controvérsias.

## História
Vladimir Gusinsky fundou a empresa em 1993 e atraiu os melhores jornalistas e âncoras da época: Tatiana Mitkova, Leonid Parfyonov, Mikhail Osokin, Yevgeniy Kiselyov, Vladimir A. Kara-Murza, Victor Shenderovich e outros. O canal estabeleceu padrões profissionais elevados na televisão russa, com cobertura ao vivo e análise aguda dos acontecimentos. Seu show de marionetes políticos, Kukly ("Puppets"), tornou-se uma grande atração. A NTV tornou-se conhecida por seus noticiários e pelos programas de entretenimento popular. No final de 1990, estreou o noticiário noturno Segodnya (Hoje) com Mitkova Osokin e o programa de análise de notícias Itogi (Resumindo) com Kiselyov aos domingos.
A NTV foi bastante crítica ao governo russo, especialmente com relação à guerra na Chechénia (chegando mesmo a realizar entrevistas com líderes rebeldes chechenos). No entanto, a NTV se posicionou à favor da reeleição de Bóris Iéltsin durante a campanha eleitoral de 1996.
Em 1999, a NTV havia conseguido uma audiência de 102 milhões, cobrindo cerca de 70% do território russo e a emissora também estava disponível em outras antigas repúblicas soviéticas.
Durante as eleições parlamentares de 1999 e as eleições presidenciais em 2000, a NTV era crítica de Vladimir Putin e do partido político Unidade, apoiado por ele. No show de marionetes Kukly, no início de fevereiro de 2000, a marionete de Putin agiu como Little Zaches em uma história baseada na novela de E. T. A. Hoffmann chamada "Little Zaches called Cinnabar", em que a cegueira faz com que os aldeões confundam um gnomo do mal por uma jovem muito bonita.
Isso provocou uma reação violenta dos apoiadores de Putin. Em 8 de fevereiro, o jornal Sankt-Peterburgskie Vedomosti publicou uma carta assinada pelo Reitor da Universidade Estadual de São Petersburgo, Lyudmila Verbitskaya, o decano do Departamento de Direito, Nikolay Kropachyov, além de outros assistentes da campanha presidencial de Putin, que pediram para que entrassem com um processo contra os autores do show, pois consideram aquilo uma ofensa criminal.
Em 24 de março de 2000, dois dias antes das eleições presidenciais, a NTV destacou os eventos de setembro de 1999, quando ocorreram explosões em edifícios russos durante o talk show “Investigação Independente”. Foi filmado alguns dias antes, uma conversa com os moradores do edifício Ryazan junto com o diretor de relações públicas da FSB, Alexander Zdanovich e o chefe do edifício, Alexander Sergeyev. Em 26 de março, Boris Nemtsov expressou sua preocupação com o possível encerramento da NTV durante uma conversa ao vivo.
Sete meses mais tarde, o gerente-geral da NTV Igor Malashenko disse na JFK School of Government, que o ministro da Informação Mikhail Lesin advertiu em várias ocasiões. O Sr. Malashenko havia lembrado da advertência de Lesin ao afirmar que a NTV “passou dos limites” e que era “marginal” aos olhos do Kremlin.
De acordo com Alexander Goldfarb, Malashenko disse-lhe que Valentin Yumashev trouxe um aviso do Kremlin, um dia antes da transmissão, dizendo que os gestores da NTV “poderiam-se sentir acabados”, se prosseguissem com a transmissão.

### Mudança de gestão
Em 11 de maio de 2000, auditores fiscais apoiados por agentes do escritório do Procurador-Geral e do Serviço Federal de Segurança, o FSB, invadiram a sede da NTV e da Media-Most em Moscou e fizeram buscas durante doze horas. Críticos consideraram essa medida alegando motivações de natureza política, pois a NTV expressava oposição a Putin desde a sua campanha eleitoral presidencial. Putin negou qualquer envolvimento.
Viktor Shenderovich alegou que uma autoridade do governo havia solicitado à NTV a exclusão do marionete de Putin do programa Kukly. Assim, no episódio seguinte do show, chamado "Dez Mandamentos", o boneco de Putin foi substituído por uma nuvem que cobre o topo de uma montanha e um arbusto pegando fogo.
O programa Itogi continuou a investigar a corrupção no governo russo e as explosões na Rússia no Outono de 1999.
Em 13 de junho de 2000, Gusinsky foi detido como suspeito de fraude durante uma investigação criminal do Ministério Público russo sobre as empresas Media-Most, Russkoye Vídeo - 11º Canal Ltd. e a empresa Russkoye Video. Na época, a Media-Most foi envolvida em uma disputa sobre o empréstimo recebido da Gazprom. No terceiro dia, porém, ele foi liberado, mas foi proibido de deixar o país.
Em 15 de julho a marionete de Putin atuou no programa Kukly como Girolamo Savonarola.
Em 19 de julho investigadores do Gabinete do Procurador-Geral da Rússia chegaram à casa de Gusinsky sob busca e apreensão de sua propriedade.
Em um acordo informal, surpreendentemente, as acusações contra Gusinsky foram suspensas depois que assinou um acordo com Mikhail Lesin, Ministro da Mídia, em 20 de julho. Sob o acordo, Gusinsky sanaria as suas dívidas com a venda da Most-Media para a Gazprom, que detinha uma participação acionária de 30% na NTV, desde 1996, pelo preço imposto por este último, e foi dada a garantia de que ele não seria processado. Depois de deixar o país, Gusinsky alegou que foi pressionado a assinar o acordo com a perspectiva da investigação criminal. Media-Most se recusou a cumprir o acordo.
As autoridades fiscais entraram com uma ação contra a Media-Most visando liquidá-la.
Em 26 de janeiro de 2001, a Gazprom anunciou que tinha adquirido uma participação de 46% na NTV. Os direitos de voto de uma participação de 19% detida pela Media-Most foi congelada por uma decisão judicial.
Putin se encontrou com os principais jornalistas da NTV em 29 de janeiro, mas o encontro não mudou nada. As partes reafirmaram suas posições; Putin negou qualquer envolvimento e disse que não poderia interferir com o Ministério Público e os tribunais.
Enquanto isso, houve boatos de que o magnata americano Ted Turner parecia comprar as ações de Gusinsky, mas nunca aconteceu.
Em 3 de abril, Gazprom Media, então dirigida por Alfred Kokh, violou o procedimento realizado durante uma reunião de acionistas que Kiselyov removeu da posição de diretor-geral da NTV.
Em 14 de abril de 2001, a Gazprom assumiu a NTV e trouxe em sua equipe uma gestão própria. Seu diretor-geral Yevgeniy Kiselyov foi substituído por Boris Jordan. Muitos jornalistas de renome, incluindo Yevgeniy Kiselyov, Sorokina Svetlana, Shenderovich Viktor, Vladimir A. Kara-Murza e Dmitry Dibrov deixaram a empresa. Leonid Parfyonov e Tatyana Mitkova permaneceram. O programa Itogi deixou de existir e foi substituído por Namedni Parfyonov.
Cidadãos preocupados com a ameaça à liberdade de expressão na Rússia argumentaram que a pressão financeira foi inspirada pelo governo de Vladimir Putin, que muitas vezes foi alvo de críticas da NTV. Algumas dezenas de milhares de russos reuniram-se para a chamada de jornalistas dissidentes NTV, a fim de apoiar a equipe NTV em abril de 2001. Dentro dos próximos dois anos, dois canais de televisão independente, que absorveram os ex-jornalistas da NTV, TV-6 e TVS, também foram encerradas. 
Em janeiro de 2003, Boris Jordan foi destituído como diretor-geral e substituído por Nikolay Senkevich, filho do apresentador Yuri Senkevich do Channel One. Poucos dias antes, ele também foi diretor-geral da Media-Most, onde Alfred Kokh foi substituído em Outubro de 2001. Como alegaram fontes internas, Jordan foi demitido porque a NTV tinha realizado uma tradução ao vivo do auge do cerco ao teatro de Moscou em outubro de 2002 e tinha sido muito crítico à forma como as autoridades lidaram com ele.
Desde então, os programas de entretenimento em formato de talk-shows tornaram-se mais proeminentes na NTV, em vez de programas políticos. No entanto, ao contrário de outros canais de televisão líder na Rússia, NTV passou a informação on-the-fly sobre algumas atividades da oposição e as falhas do governo, incluindo o incêndio ds Manege Moscovo no dia das eleições presidenciais russas de 14 de março de 2004, e o assassinato do presidente pró-russo da Chechênia Akhmad Kadyrov, no dia 9 de maio de 2004.
Em 1 de junho de 2004, Leonid Parfyonov, um dos últimos jornalistas remansecentes da NTV, e que ainda era crítico do governo, foi expulso do canal, e seu programa semanal de notícias comentário Namedni foi tirado do ar. Seu último episódio nunca foi exibido. Pouco antes disso, Parfyonov havia sido proibido de apresentar uma entrevista com Malika Yandarbieva, viúva do líder rebelde checheno Zelimkhan Yandarbiev. Zelimkhan Yandarbiev tinha sido assassinado no Catar no início daquele ano. Parfyonov tinha partilhado esta decisão com o público em 31 de maio.
Em 5 de julho de 2004, Senkevich foi substituído por Vladimir Kulistikov como diretor-geral da NTV. Tamara Gavrilova, ex-colega de Vladimir Putin na Universidade Estatal de Leningrado, foi nomeada vice-diretor geral.
Logo os programas políticos “Liberdade de Expressão” apresentado por Savik Shuster (Shuster trabalha na Ucrânia desde 2005), “Contribuição Pessoal” hospedado por Alexander Gerasimov e “Red Arrow” deixaram de ser exibidos.

### Após os anos 2000
De 2006 a 2009, a NTV exibiu um programa analítico denominado “Weekly News Sunday Night” no formato de um talk-show político, apresentado por Vladimir Solovyov. O programa analítico semanal “Politics Real” foi exibido aos sábados durante 2005 até 2008 e apresentado pelo analista político e assessor do Kremlin, Gleb Pavlovsky.

## Logotipo
O logotipo da NTV foi desenhado pelo designer russo Simon Levin, se tornando um símbolo de inovação para a computação gráfica russa da época.